# Tipula confusa

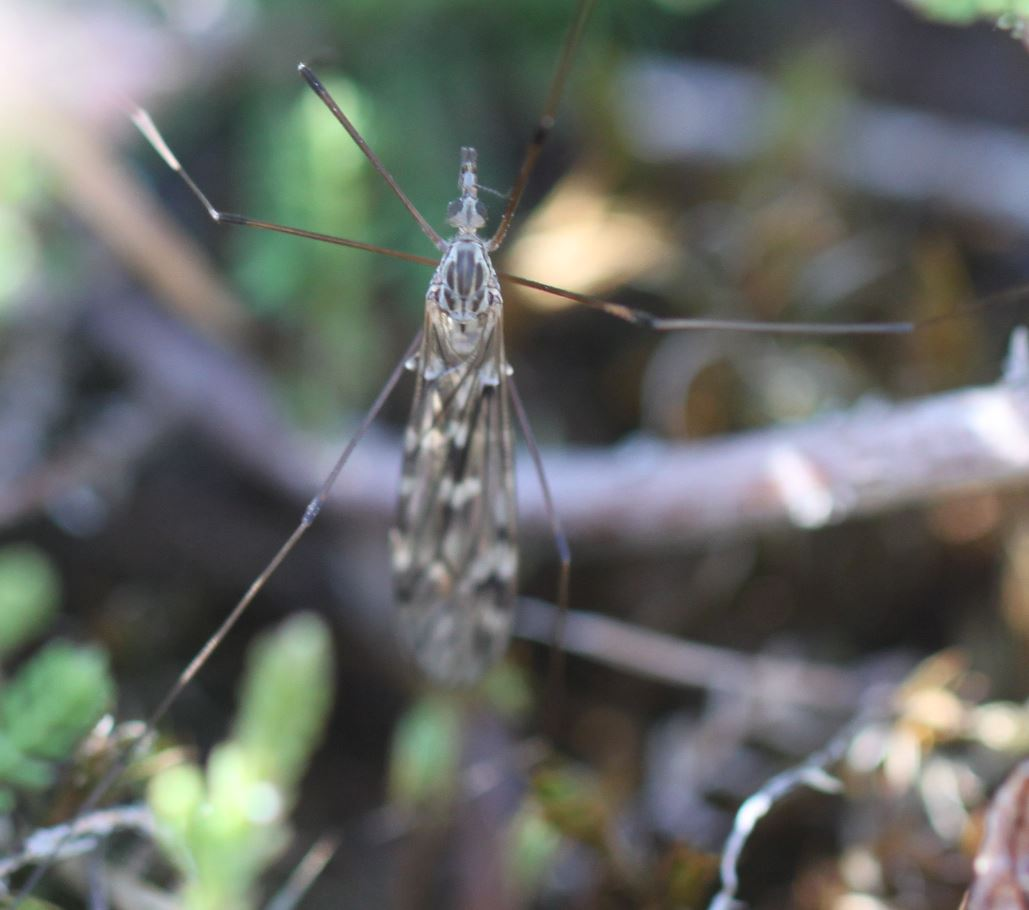
Tipula cf. confusa

Tipula confusa ist eine Mücke aus der Familie der Schnaken (Tipulidae).

## Merkmale
Die mittelgroßen Schnaken besitzen eine Körperlänge von 11–15 mm. Die Flügelspannweite beträgt 10–16 mm. Die Schnaken haben gewöhnlich in Ruhestellung ihre Flügel angelegt. Die Flügel weisen marmorierte dunkle und blasse Flecke auf.  

## Verbreitung
Tipula confusa kommt im Westen Europas vor und ist recht häufig. Das Verbreitungsgebiet reicht von der Iberischen Halbinsel über Mitteleuropa bis nach Skandinavien. Auf den Britischen Inseln und auf Island ist die Art ebenfalls vertreten.

## Lebensweise
Die Art gehört zu den Schnaken, die spät im Jahr fliegen. Ihre Flugzeit dauert von September bis November. Fichten- und Buchenwälder sowie Gärten bilden typische Lebensräume der Art. Die Larven entwickeln sich in Laubmoosen.

## Ähnliche Arten
- Tipula rufina – mit dunklem Streifen an der Seite des Thorax; Frühjahrsart

## Taxonomie
In der Literatur finden sich folgende Synonyme:
- Tipula guadarramensis Strobl, 1906
- Tipula marmorata Meigen, 1818 non Geoffroy, 1799